# Mikołaj Iwanow (robotnik)
Mikołaj Iwanow (ur. 3 maja 1887 w Wilnie, zm. 25 kwietnia 1966 w Białymstoku) – polski robotnik, stachanowiec, poseł do Rady Najwyższej Białoruskiej SRR i na Sejm I kadencji PRL (1952–1956). 

## Życiorys
Urodził się na Litwie w rodzinie robotniczej (w Wilnie ukończył 4 klasy szkoły rzemieślniczej). Młodość spędził w Łapach, gdzie pracował jako pomocnik ślusarza w warsztacie kolejowym. W 1914 ewakuowany w głąb Rosji, lata wojny przepracował jako maszynista w Piotrogrodzie. Wziął udział w rewolucji październikowej (m.in. w szturmie na Pałac Zimowy). Był delegatem kolejarzy piotrogrodzkich na Zjazd Kolejarzy w Moskwie. Walczył w szeregach Armii Czerwonej (1919–1920). Do Polski powrócił przed 1922, osiedlając się w Białymstoku, gdzie pracował jako wytrawiacz drutu. W latach 1939–1941 był posłem do Rady Najwyższej Białoruskiej SRR (jako reprezentant okupowanej Białostocczyzny). W czasie okupacji niemieckiej (1941–1944) pracował fizycznie (zamiatał miejskie ulice). Po 1944 powrócił do wykonywanego przed wojną zawodu. W 1949 objął funkcję brygadzisty i przewodniczącego rady oddziału Fabryki Przyrządów i Uchwytów w Białymstoku. Był stachanowcem, wykonywał 150% normy. W 1949 wszedł w skład Wojewódzkiej Rady Narodowej. W latach 1926–1936 i 1945–1948 członek Polskiej Partii Socjalistycznej, następnie zaś PZPR. W wyborach w 1952 uzyskał nominację do Sejmu I kadencji w okręgu Białystok. 
Od 1958 przebywał na rencie. Zmarł w 1966 w Białymstoku.